# Oribatella parvula
Oribatella parvula är en kvalsterart som beskrevs av Bernini 1974. Oribatella parvula ingår i släktet Oribatella och familjen Oribatellidae. Inga underarter finns listade i Catalogue of Life.